# كوبري الفردان
كوبري الفردان هو جسر متحرك للسكك الحديدية يمر فوق قناة السويس بالقرب من الإسماعيلية في مصر، ويعتبر أطول جسر متحرك في العالم حيث يبلغ طوله 340 متراً.
يقع كوبرى الفردان عند (65 كيلومتراً) شمال مدينة الإسماعيلية ب11كم، ويعتبر الأول من نوعه في العالم كأطول كوبرى سكة حديد معدني متحرك، حيث يصل الطول الكلي للكوبرى 4 كم فوق اليابس وعبر القناة.
يبلغ عرض الكوبري من الداخل 10.2 متر، وأرضية الكوبري معدنية يمر بمنتصفها خط السكة الحديد، وعلى كل من جانبية حارة بعرض 3 متر لمرور السيارات والشاحنات بحمولة 70 طن. بلغت تكلفة إنشاء الكوبرى 380 مليون جنيه.
قام الرئيس المصري آنذاك مبارك بافتتاح الكوبرى وخط السكة من الفردان حتى بئر العبد يوم 14 نوفمبر 2001. ، إلا أن الكوبري تسبب في وجود خلاف بين هيئة قناة السويس ووزارة النقل وقتها وتم الاتفاق علي فتحة أثناء مرور سفن القوافل وبالتالى لم يعد مناسباً لحركة النقل ومن ثم لم يتم استغلاله رغم أن تكلفته الاستثمارية اقتربت من المليار جنيه ولم يعد للخط الحديدى أى وجود، بعدما سرقت القضبان الحديدية بأكملها، وتوقف المشروع الذى ثبت عدم جدواه، ليفتح الكوبرى المعدنى ضلعيه، على ضفتى القناة في توقف كامل في آوائل 2008 
وفي ديسمبر 2022 أعلنت وزارة النقل المصرية عن تجديد الكوبري القديم، وإنشاء كوبري جديد في الفردان على قناة السويس الجديدة، بالتزامن مع تأهيل وازدواج الكوبري القديم على قناة السويس الغربية، وازدواج المسافة بينهما لمسير القطارات 

## وصلات خارجية
- موقع هياكل

يقع كوبرى الفردان عند علامة الكيلومتر 65 ترقيم قناة السويس

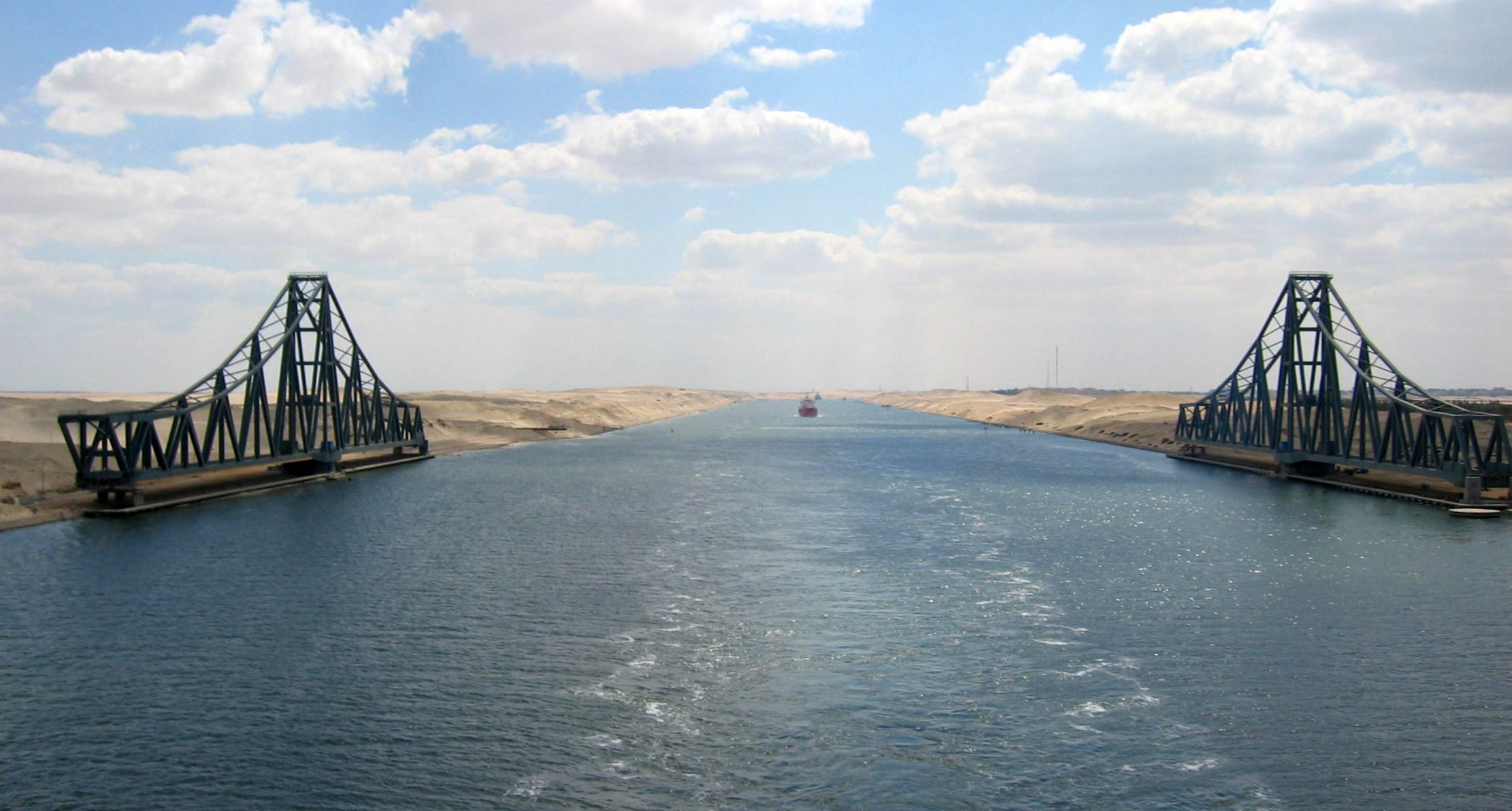